# 양키 스타디움 (1923년)
양키 스타디움(Yankee Stadium)은 1923년부터 2008년까지 뉴욕 양키스가 사용했던 옛 홈구장이며, 일명 루스가 지은 집으로 불린다. 1923년 베이브 루스를 위해 지어진 집으로 탄생해 1976년에 리노베이션 공사를 거쳤다.
2008년 9월 22일, 이 구장은 뉴욕 양키스와 볼티모어 오리올스의 경기를 끝으로 역사 속으로 사라졌다.